# Código General del Estado Libre de Costa Rica
El Código General del Estado Libre de Costa Rica fue el primer código de Costa Rica, aprobado el 30 de julio de 1841, por el jefe de Estado Braulio Carrillo Colina, de acuerdo con la Cámara Consultiva.
Este código significó la entrada de Costa Rica al movimiento codificador del Derecho continental y su texto fue en una enorme proporción tomado de los códigos dictados para Bolivia y Perú por el gobierno del Andrés de Santa Cruz.

## Estructura
El Código General del Estado del Estado Libre de Costa Rica comprende tres partes:
I. Parte Civil. Derogada el 1° de enero de 1888 por el Código Civil de Costa Rica.
II. Parte Penal. Derogada en 1880 por el Código Penal de Costa Rica de 1880 (Código Orozco)
III. Parte Procesal. El articulado referido al proceso civil fue derogado el 1 de enero de 1888 por el Código de Procedimientos Civiles de Costa Rica de 1888. Lo relativo al procedimiento penal fue derogado por el Código de Procedimientos Penales de Costa Rica de 1906.
Aquí se detallan las penas que iban desde la pena de muerte hasta el hecho de ser declarado indigno del nombre costarricense.

## Ediciones
El Código General de 1841, con las reformas que se le habían hecho hasta 1857, fue objeto de una segunda edición anotada por Rafael Ramírez Hidalgo, que se imprimió en 1858 y a la cual se le dio carácter vinculante.